# Siemion Burdakow
Siemion Nikołajewicz Burdakow (ros. Семён Николаевич Бурдаков, ur. 18 stycznia?/31 stycznia 1901 we wsi Turgieniewo k. Ardatowa w guberni symbirskiej, zm. 19 lutego 1978 w Moskwie) – funkcjonariusz radzieckich organów bezpieczeństwa, generał porucznik, ludowy komisarz spraw wewnętrznych Kazachskiej SRR (1939-1940).

## Życiorys
W latach 1919–1920 na kursach pedagogicznych w Ardatowie, 1921 studiował w Piotrogrodzkim Uniwersytecie im. Tołmaczewa, od września 1922 w symbirskim gubernialnym oddziale GPU, od lipca 1924 w RKP(b). Od marca 1928 szef wydziału gubernialnego/okręgowego oddziału GPU w Szymkencie, później zastępca szefa okręgowego oddziału GPU w Szymkencie, od września 1932 do października 1933 pomocnik szefa obwodowego zarządu GPU w Aktobe, 1933-1934 słuchacz kursów kadry kierowniczej OGPU ZSRR, po czym wrócił na poprzednie stanowisko. Od października 1934 członek specjalnego kolegium Kazachskiego Oddziału Sądu Najwyższego Rosyjskiej FSRR, później zastępca przewodniczącego tego oddziału, od lutego 1937 członek specjalnego kolegium Sądu Najwyższego Kazachskiej SRR, 1938 zastępca przewodniczącego tego kolegium, od listopada 1938 do stycznia 1939 kierownik wydziału handlu radzieckiego KC Komunistycznej Partii (bolszewików) Kazachstanu. Od 3 stycznia 1939 do 10 października 1940 ludowy komisarz spraw wewnętrznych Kazachskiej SRR w stopniu majora, a od 14 marca 1940 starszego majora bezpieczeństwa państwowego. Od 8 października 1940 do 26 lutego 1941 szef wydziału Gułagu NKWD ZSRR, później szef wydziałów i zarządów budownictwa Gułagu NKWD ZSRR/MWD ZSRR, od 14 lutego 1943 komisarz bezpieczeństwa państwowego, od 14 kwietnia 1945 komisarz bezpieczeństwa państwowego 3 rangi, a od 9 lipca 1945 generał major NKWD. Deputowany do Rady Najwyższej ZSRR od 2 do 4 kadencji.

## Odznaczenia
- Order Lenina (dwukrotnie - 13 grudnia 1944 i 30 kwietnia 1946)
- Order Czerwonego Sztandaru (dwukrotnie - 26 kwietnia 1940 i 3 listopada 1944)
- Order Wojny Ojczyźnianej I klasy (21 sierpnia 1946)
- Order Czerwonej Gwiazdy (15 września 1943)